# Кататян Василь Васильович
Кататян Василь Васильович — російський режисер-документаліст. Лауреат Ленінської премії (1980).
Народився 1924 р. в Тбілісі. Помер 1999 р. в Москві. Закінчив Всесоюзний державний інститут кінематографії.
Створив фільми: «Сергій Ейзенштейн», «Аркадій Райкін», «Анна Ахматова» та ін.
Автор книг: «Прикосновение к идолам» (М., 1997), де багато сторінок присвячено СПараджанову, «Параджанов: Цена вечного праздника» (Нижний Новгород, 2001), «Лоскутное одеяло» (М., 2001).